# 野州平川站

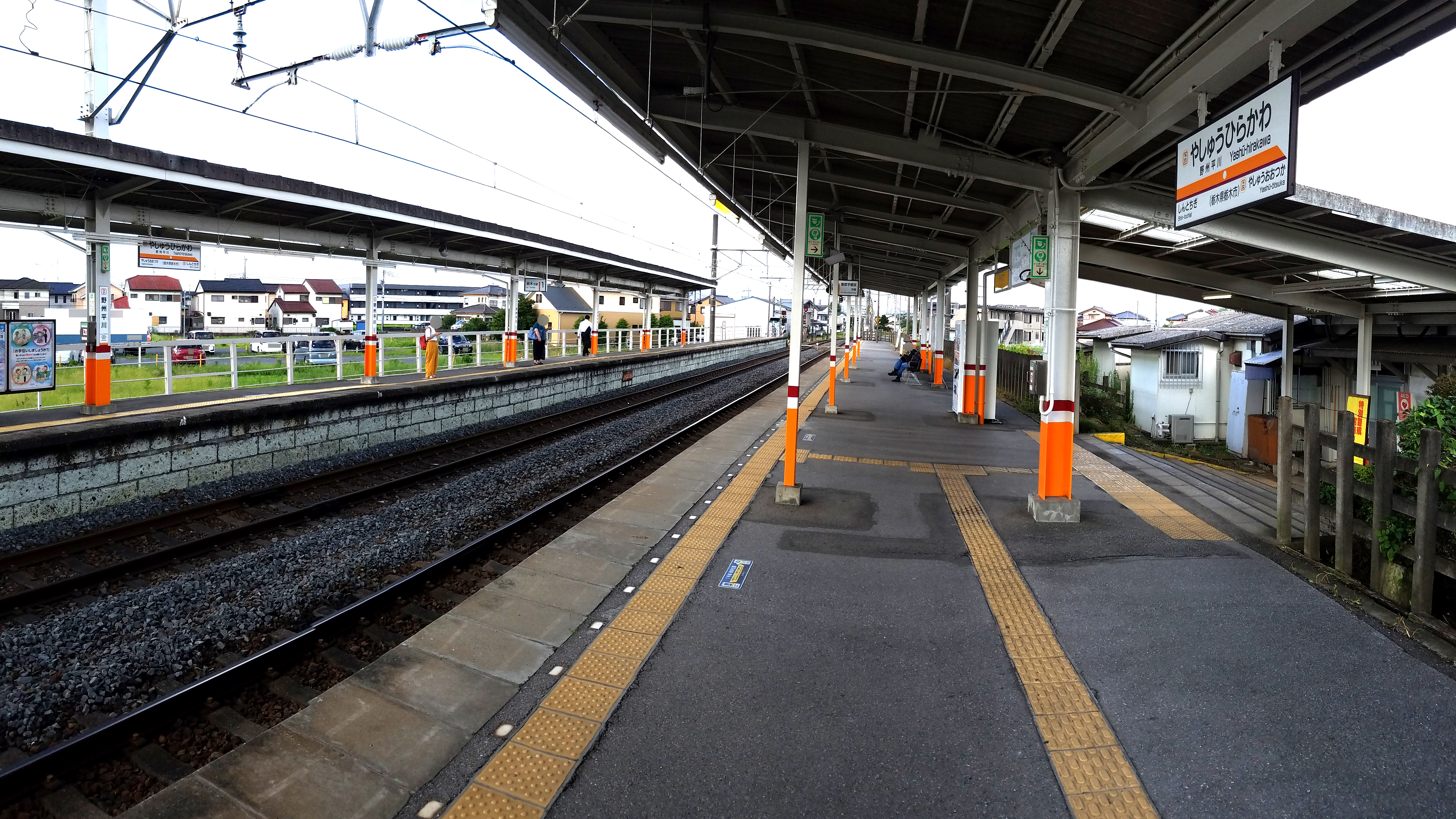
月台（2021年8月）

野州平川站（日语：／ Yashū-hirakawa eki */?）位于日本栃木縣栃木市大宮町，是屬於東武鐵道公司的鐵路車站，車站编号为TN 31。

## 歷史
- 1944年（昭和19年）10月1日 - 開業。

## 车站結構
本站為側式月台2面2線地面車站木造站舍在東武宇都宮方向月台側，與栃木方向月台以跨線天橋聯絡。此站設有自動售票機與PASMO簡易IC卡閘機。

### 月台配置
| 月台 | 路線     | 方向 | 目的地         |
| ---- | -------- | ---- | -------------- |
| 1    | 宇都宮線 | 上行 | 新栃木方向     |
| 2    | 宇都宮線 | 下行 | 東武宇都宮方向 |

## 使用情況
2017年度的1日平均上下車人次為1,031人。
近年1日平均上下車人次推移如下表｡
| 年度               | 1日平均上下車人次 |
| ------------------ | ----------------- |
| 2003年（平成15年） | 974               |
| 2004年（平成16年） | 933               |
| 2005年（平成17年） | 918               |
| 2006年（平成18年） | 953               |
| 2007年（平成19年） | 965               |
| 2008年（平成20年） | 965               |
| 2009年（平成21年） | 936               |
| 2010年（平成22年） | 950               |
| 2011年（平成23年） | 958               |
| 2012年（平成24年） | 996               |
| 2013年（平成25年） | 963               |
| 2014年（平成26年） | 941               |
| 2015年（平成27年） | 926               |
| 2017年（平成29年） | 1,031             |

## 車站周邊
平川是本站北邊栃木市都賀地域內的地名。戰國時代，本地原有皆川氏的小城，但未留下任何遺跡。
- GKN Driveline Torque Technology栃木本社
- GKN Driveline Torque Technology栃木工場
- 不二乳膠栃木工場
- 古河產機系統栃木工場
- 日本焦炭工業（日语：日本コークス工業）栃木工場
- 栃木平柳郵便局
- 栃木市營巴士（日语：栃木市営バス）「野州平川站入口」巴士站

## 相邻车站
東武鐵道
 宇都宮線
新栃木（TN 12）－野州平川（TN 31）－野州大塚（TN 32）

## 外部連結
- 新栃木（車站資訊） - 東武鐵道